# Eaton-McKusick-Syndrom
Das Eaton-McKusick-Syndrom ist eine sehr seltene angeborene Erkrankung mit einer Kombination von Fehlbildungen der Gliedmaßen mit beidseitiger Tibiahypoplasie und Polydaktylie der Hände und Füße.
Es handelt sich um eine veraltete Bezeichnung. Aktuell wird die Erkrankung unter Tibia-Hemimelie-Polysyndaktylie-triphalangealer Daumen-Syndrom geführt.
Synonyme sind Werner mesomeles Syndrom; Hypoplastische Tibia-Polydaktylie-Syndrom; Hypoplastische Tibia-postaxiale Polydaktylie-Syndrom.
Die Namensbezeichnungen beziehen sich auf den US-amerikanischen Genetiker G. O. Eaton und Victor Almon McKusick sowie auf den Autor der Erstbeschreibung im Jahre 1919 durch den österreichischen Frauenarzt Paul Werner, daher auch die Bezeichnung Werner (mesomeles) Syndrom, jedoch nicht zu verwechseln mit dem Werner-Syndrom (Adulte Progerie).

## Vorkommen
Die Häufigkeit ist nicht bekannt, es wurde bislang nur über wenig Betroffene berichtet.
Es besteht eine Assoziation mit dem Morbus Hirschsprung.

## Ursache
Der Erkrankung liegen Mutationen im LMBR1-Gen auf Chromosom 7 Genort q36.3 zugrunde, welches für ein Limb Development Membrane Protein kodiert.
Dieses Gen ist auch beim Dreigliedriger Daumen-Polysyndaktylie-Syndrom beteiligt. Eventuell handelt es sich bei diesen beiden Krankheitsbildern um unterschiedliche Ausprägungen derselben Krankheit.
Ferner steht dieses Gen in Zusammenhang mit folgenden Fehlbildungen bzw. Syndromen:
- Acheiropodie
- Laurin-Sandrow-Syndrom
- Polydaktylie des triphalangealen Daumens
- SD4, Synonym: Polysyndaktylie Typ Haas[9]
- Triphalangealer Daumen

## Klinische Erscheinungen
Kriterien sind:
- Tibia-Aplasie oder-hypoplasie
- Mehrfachbildungen der Großzehen (Polydaktylie)
- 6-fingrige Hände mit 3-gliedrigen Daumen (Hyperdaktylie)
- Häutige Verbindungen (Syndaktylie) der Finger und/oder Zehen
- Keine inneren Fehlbildungen
- Keine geistige Retardierung

Fakultativ: Oberschenkeldys- oder -hypoplasie.